# Casa de México en España
Fundación Casa de México en España es un centro cultural mexicano con sede en el barrio de Chamberí (Madrid, España) que tiene por objeto promover el conocimiento de la sociedad y la cultura mexicanas en España. Fue inaugurada el 1 de octubre de 2018 en un acto presidido por el secretario de Relaciones Exteriores del gobierno federal mexicano Luis Videgaray Caso, la embajadora de México en España Roberta Lajous Vargas, el ministro de Asuntos Exteriores del gobierno de España Josep Borrell y la alcaldesa de Madrid Manuela Carmena.

## Antecedentes e inauguración
En 1990, México y España firmaron un Tratado General de Cooperación y Amistad por el que se comprometían a abrir centros o institutos de cooperación en sus respectivas capitales. De acuerdo a las previsiones de dicho tratado, en 2002 se inauguró en Ciudad de México el Centro Cultural de España en México. Quince años después, se abrió en la ciudad de Madrid el correspondiente Centro Cultural de México en España. En ambos casos, los gobiernos de las capitales cedieron en comodato inmuebles de su propiedad como sede para instalar los respectivos centros culturales. Coincidiendo con la inauguración del centro madrileño se celebraron las exposiciones Tres siglos de pintura en México. Colecciones privadas y Grandes Maestros del Arte Popular Mexicano. Colección Fomento Cultural Banamex, A.C.

## Emplazamiento
Fundación Casa de México en España está ubicado en un edificio histórico del Ayuntamiento de Madrid construido por el arquitecto Luis Bellido en los años 20 como nueva sede del Instituto de Higiene Militar sobre el solar donde había estado desde 1885 dicha instalación sanitaria. El palacete, de cuatro plantas y una superficie de 2700 metros cuadrados, albergó diversos servicios municipales a lo largo de sus cerca de cien años de historia, como una casa de socorro, la Tenencia de Alcaldía del distrito de Universidad, una sede del Instituto Nacional de Empleo y una sede del Sámur. La Fundación Casa de México en España se hizo cargo de la remodelación, administración y gestión del edificio para su nuevo uso por un período de 10 años, renovables. El edificio forma parte de la Embajada de México ante España.

## Instalaciones

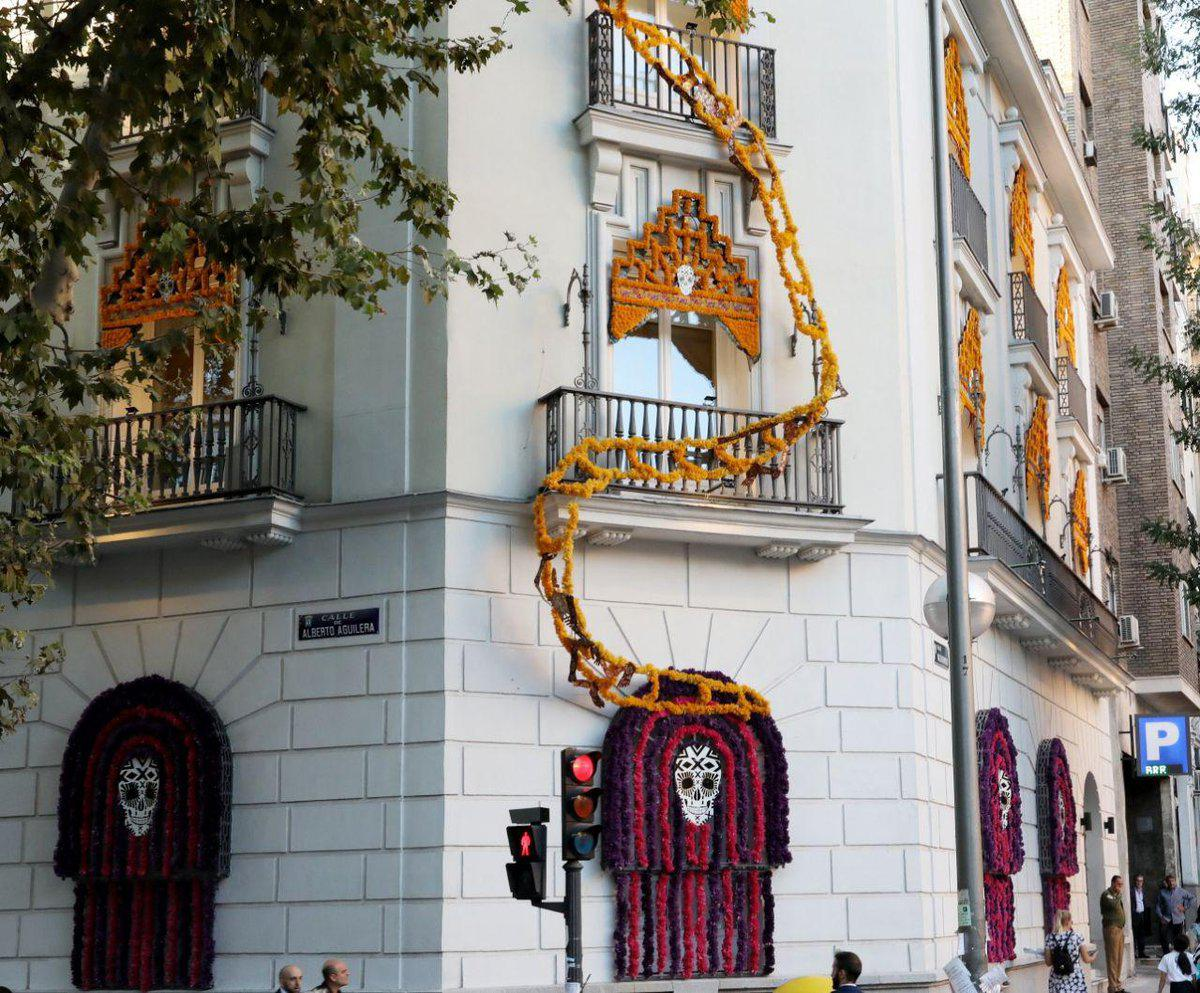
Detalle de la decoración de la fachada de la Casa de México en España durante el mes de actividades en torno a la celebración del Día de muertos

Fundación Casa de México en España cuenta en su sede con varias salas de exposiciones y un cine-auditorio que posibilitan el desarrollo de su programa de actividades. Además, integra en sus instalaciones una librería del Fondo de Cultura Económica especializada en temas mexicanos, una tienda de artesanía local y un restaurante que cultiva la gastronomía mexicana. Aunque en el momento de la inauguración se anunció que el centro acogería la Biblioteca Pablo Neruda, especializada en bibliografía sobre México, dicha biblioteca permanece desde su inauguración en 2015 en la sede del Instituto Cultural de México en España (que comparte edificio con la sede principal de la embajada mexicana en la Carrera de San Jerónimo de la capital española). 

## Actividades
La programación que desarrolla Fundación Casa de México en España se diversifica en forma de exposiciones temporales y de actividades cinematográficas, musicales, teatrales, literarias, infantiles y académicas. Además, con motivo del Día de Muertos, Fundación Casa de México dedica durante un mes completo parte de sus actividades a esta ancestral celebración, decora la fachada y el interior de su sede e instala un altar de muertos. Acompañando a cada una de las exposiciones temporales organizadas por la Casa de México en España la institución publica el correspondiente catálogo. Más allá del programa cultural, otro eje de las actividades de la institución es proporcionar apoyo al empresariado mexicano y español para fortalecer las relaciones económicas bilaterales.